# Riu Magdalena
El riu Magdalena es considera el principal riu de Colòmbia. Aquest riu neix a Laguna de la Magdalena, als Andes, i desemboca a 22 km de Barranquilla, al mar Carib. Té 1.540 quilòmetres de longitud, un cabal hidràulic mitjà de 6.987 m³/s i una amplada de 566 metres a la seva desembocadura. És navegable des de la ciutat d'Honda (a Tolima, centre de Colòmbia) fins a la seva desembocadura, anomenada Bocas de Ceniza.
Es tracta del riu colombià de major extensió. La seva conca, de 257.438 km² de superfície, influeix a una quarta part de territori colombià, incloent 18 departaments colombians, i de fet forma fronteres a 10 d'ells. La seva part navegable forma la principal artèria fluvial del país. A l'àrea d'influència del riu Magdalena a Colòmbia es desenvolupa el 85% del PIB nacional i és on viu la major part de persones del país.

## Denominacions indígenes
Les poblacions indígenes utilitzaven i adoraven les aigües del riu, per això a la part baixa del seu naixement li deien Caripuaña, que significa «el riu Gran»; a la part central del seu recorregut en deien Arli, que tradueix «el riu del Peix» o «el riu del Bocachico». En néixer el riu a la muntanya, es coneix com Yuma, o «riu del país amic i de les muntanyes». Es diu que algunes tribus en deien Guacahayo o «riu de les tombes», perquè a les seves aigües llançaven els seus morts.

## Història

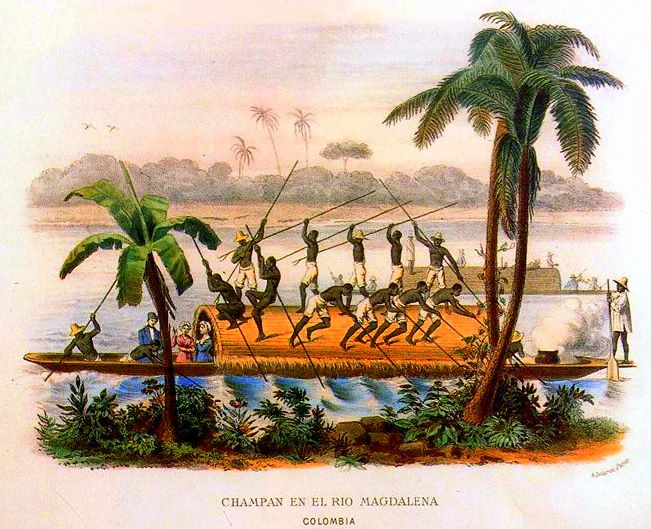
Sampan sobre la Magdalena, c. 1860, aiguatinta de Ramón Torres Méndez

El riu Magdalena, gràcies a la seva posició geogràfica que talla les poderoses branques andines del nord de Sud-amèrica, va anar des de temps precolombins ruta d'incursió cap a l'interior del que avui és Colòmbia i segurament cap al sud de la mateixa com Equador. Les cultures caribs, per exemple, van penetrar molt probablement pel riu, així com altres cultures influents vingudes del nord i Mesoamèrica.
De la mateixa manera, els conqueridors espanyols que van arribar al que avui és Colòmbia a principis del segle xvi van usar el riu per endinsar-se a l'interior d'un país agrest i d'un relleu difícil. El descobriment per part dels colonitzadors se li atribueix a Rodrigo de Bastidas en l'any 1501.
En temps de la Colònia espanyola no va ser menys important al riu. Est va ser l'única via en què la capital colonial, Santa Fe de Bogotà, es comunicava amb l'important port de Cartagena d'Índies i, per tant, amb Europa.
Les lluites d'independència no van descurar el riu. Els exèrcits patriotes i reals van navegar el riu en la recerca del domini absolut i polític de la Colònia que trencava els seus jous. En l'obra El General en el seu Laberint de l'escriptor colombià Gabriel García Márquez es pot veure una excel·lent descripció del que significava el riu per al temps i les seves gents. La Campanya Magdalena de Pierre Labatut i Simón Bolívar va tenir lloc al llarg del riu Magdalena.
El 1825, el Congrés de Colòmbia va atorgar una concessió per establir la navegació de vapor al riu Magdalena a Juan Bernardo Elbers, però la seva empresa va tancar poc després. El 1845, els vaixells de vapor viatjaven regularment pel riu fins al 1961, quan els últims vaixells de vapor van deixar de funcionar.
L'adveniment dels ferrocarrils, la construcció de carreteres que van dominar el difícil relleu andí i l'aviació, van fer que el riu perdés el seu domini absolut sobre el discórrer nacional en qüestions de transport i intercanvi. Però l'època moderna no va poder fer perdre la importància que té el riu més gran de la geografia nacional.

## Geografia

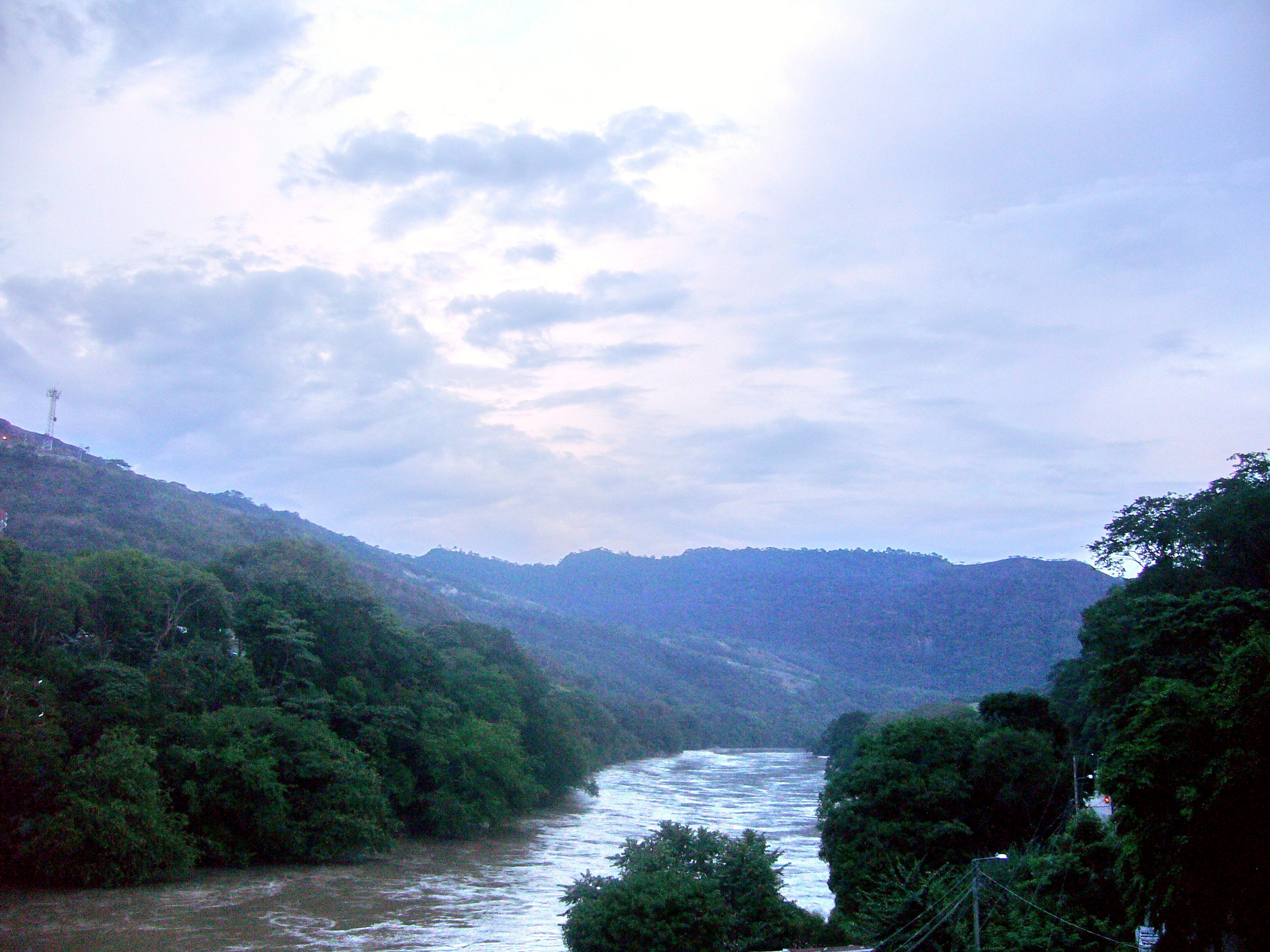
El riu Magdalena, prop de la ciutat d'Honda

El Magdalena és un riu nacional que neix al sud-oest de Colòmbia, en la Serralada dels Andes, específicament en l'eix central del Massís Colombià. Travessa el país pel seu occident de sud a nord, discorrent al llarg d'uns 1.540 km entre les serralades Oriental i Central dels Andes colombians, conformant una vall que al seu torn és un corredor vial i que arriba al litoral del mar Carib.
El Magdalena neix prop de la Llacuna de Magdalena en el Páramo de las Papas en el límit entre els departaments del Cauca i el Huila.
Navegable uns 990 km, entre la regió de Profunda (Tolima) i Barranquilla, el riu és la principal ruta fluvial de Colòmbia. Riu amunt, després dels ràpids de Profunda, és navegable altres 240 km, aproximadament fins al municipi de Girardot el que és conegut com la Vall del Magdalena Mitjà.
En la seva desembocadura en el mar Carib, regió coneguda com a Bocas de Ceniza a 7,5 km de Barranquilla es va construir una de les més grans obres d'enginyeria del país. La desembocadura va ser modificada i estesa cap al mar per mitjà de tallamars que permeten mantenir un calat necessari per a l'ingrés de vaixells de gran grandària. Això a causa que el riu diposita 500.000 m³ de sediment per trimestre.
El riu posseeix una conca d'uns 250.000 km², la qual en la seva part mitjana (Magdalena Mitjà), és la gran reserva d'hidrocarburs del país.
L'afluent principal del Riu Magdalena és el riu Cauca, però té innombrables afluents de llarg a llarg del seu recorregut que aporten un bon cabal d'aigües.

### Desviació de la llera
A l'alçada del El Banco, al sud del Magdalena, es desvia pel conegut “Brazo de Loba”, el qual és notori en l'augment de la seva envergadura brindant així major longitud total, passant per la ciutat de Magangué, aïllant així a Santa Cruz de Mompox, la llera original de la qual a l'alçada de l'últim esmentat es veu notòriament reduït.
Més endavant, el riu agafa dos ramals els quals són el Canal del Dique (a l'alçada del municipi de Calamar) i el Caño Ciego (en el Departament del Magdalena).

## Ambient
Els començaments del desenvolupament industrial a Colòmbia a principis del segle xx van afectar lògicament l'ambient amb problemes com la contaminació, la desforestació i la femta humanes. D'això, el riu Magdalena és un termòmetre precís i sensible, ja que la temperatura i altres factors influeixen en aquest tipus d'estereotips.
Les èpoques d'intensa pluja a Colòmbia han portat com a conseqüències el desbordament del riu que reclama l'espai perdut i fa pagar els preus de desforestacions sense mesura. Encara no hi ha a Colòmbia projectes de magnitud que vetllen radicalment per la protecció del medi ambient i la preservació dels recursos naturals. La riquesa en fauna i flora, al llarg d'un riu que recorre regions tan diverses i distants, és àmplia i interessant, però la contaminació i la desforestació han fet perdre moltes espècies del riu associades al riu Bogotà que acaba al municipi de Girardot.

## Navegació

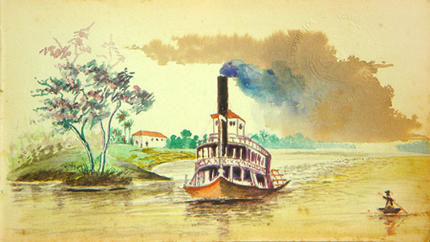
Aquarel·la de Santiago Cortés Sarmiento que representa la navegació a vapor pel Baix Magdalena.

El riu Magdalena va ser la ruta per accedir a les zones andines del nord de Sud-amèrica: primer, en temps precolombins per a la incursió a l'expansió de la nació del Carib, que va penetrar la seva foia hidrogràfica cap a l'interior de Colòmbia; segon, des de la conquesta en 1501 quan Rodrigo de Bastidas ho explora. I tercer durant el Virregnat, per ser la via que conduïa a Santa Fe i al Virregnat del Perú per Honda, Popayan i Quito. La navegació concessionada el 1823 durant el govern de Francisco de Paula Santander amb prou feines es va regularitzar cap a la dècada de 1880 i es va desenvolupar a la dècada de 1920, amb l'adveniment dels Cables i Ferrocarrils Cafeters.
Però en temps de la República, aquest camí a més de patir els efectes de la competència del FFCC de l'Istme (1855) i del Canal de Panamà (1914), des del 1930 va començar a empal·lidir per l'adveniment del transport carreter que, malgrat dinamitzar el mercat intern, va facilitar els processos de sedimentació amb l'expansió de la frontera agrícola unida a la cultura de la tala, la crema i l'aixada. I finalment, des del 1970, el riu es postra als efectes sobre el sòl i l'aigua de la Revolució Verda a l'agricultura, que exacerben els factors d'erosió, declinant la navegació i reemplaçant-se per transport carreter.

## Curs

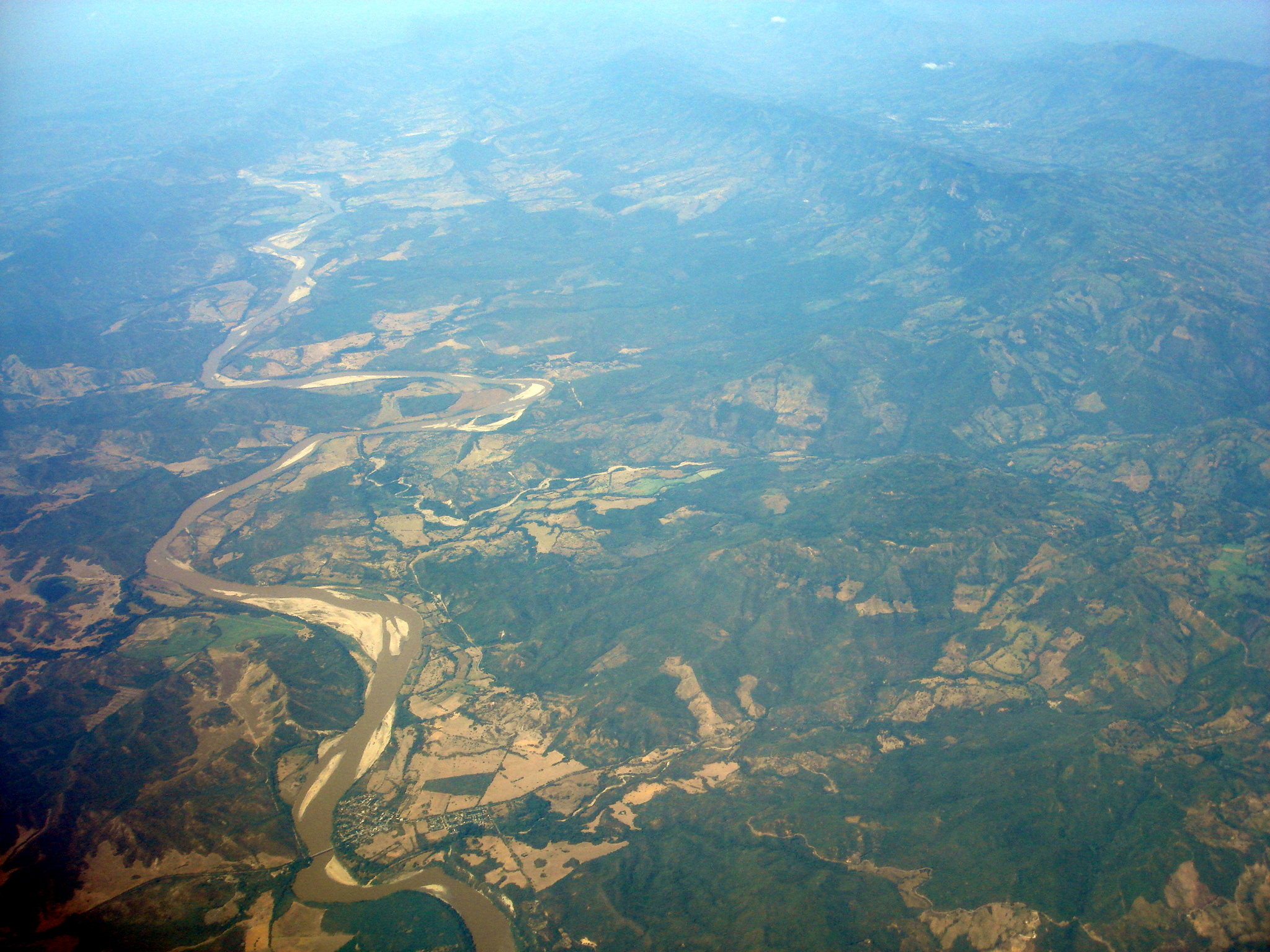
Riu Magdalena a Cundinamarca – Tolima

El riu Magdalena és el sistema fluvial més gran dels Andes del nord, amb una longitud de 1.612 km. Les seves capçaleres es troben al sud de Colòmbia, on se separen les subserralades andines Serralada Central i Cordillera Oriental, al departament de Huila. El riu discorre cap a l'est i després cap al nord en una gran vall entre les dues serralades. Arriba a la plana costanera a uns nou graus nord, més tard corre cap a l'oest durant uns 100 km, després de nou cap al nord, arribant al mar Carib a la ciutat de Barranquilla a la zona coneguda com Bocas de Ceniza.

## Flora i fauna

### Peixos

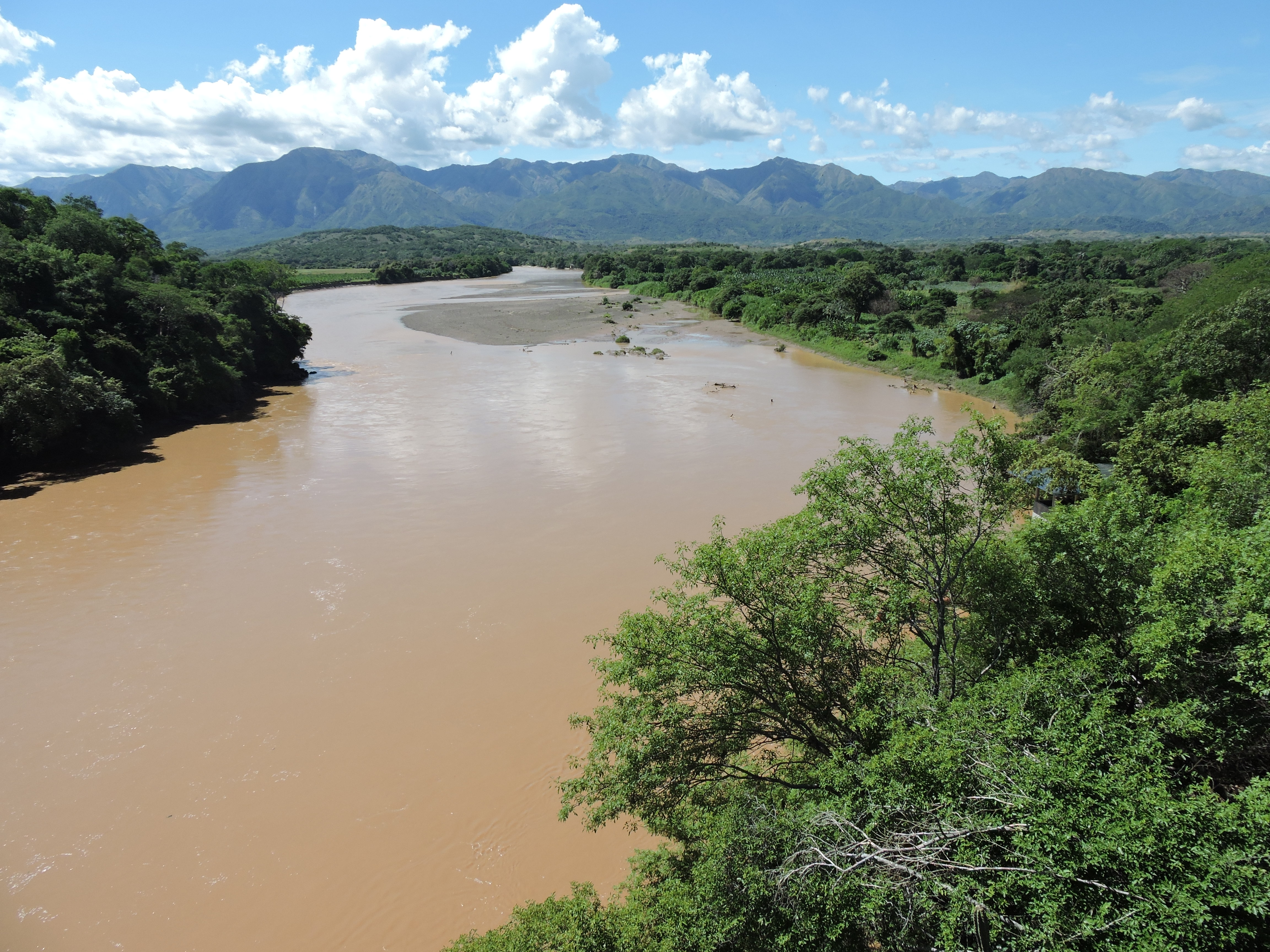
El riu prop de Villavieja, Huila

La conca del riu Magdalena, que inclou el riu Cauca i altres afluents, és molt rica en peixos. A data de 2008, es coneixien 213 espècies de peixos de la conca. Des d'aleshores s'han descrit diverses espècies noves de la conca, com ara cinc Hemibrycon el 2013, dos Ancistrus el 2013 i una Farlowella el 2014. Entre les espècies més famoses de la conca es troben Kronoheros umbriferus, Ctenolucius hujeta, Geophagus steindachneri, Ichthyoelephas longirostris, Panaque cochliodon, Pimelodus blochii, Potamotrygon magdalenae, Prochilodus magdalenae affinis i Salmaseudoplaty. Al voltant del 55% de les espècies de peixos de la conca són endèmiques, incloent-hi quatre gèneres endèmics: el silur Centrochir i Eremophilus, i els Carlastyanax aurocaudatus sovint inclosos a Astyanax) i Genycharax. En general, la fauna piscícola mostra connexions amb les conques circumdants, en particular Atrato i Maracaibo, però en menor mesura també Amazones – Orinoco.
Les zones de pesca més productives de Colòmbia es troben a la conca, però hi ha hagut una disminució dràstica de la collita anual amb una caiguda d'aproximadament un 90% entre 1975 i 2008. Les principals amenaces són la contaminació (com els residus humans, la mineria, l'agricultura i la desforestació que causen l'envasament) i la pèrdua d'hàbitat (com les preses). S'estan construint preses addicionals, com ara El Quimbo (inaugurat el 2015) i Ituango (esperat que en funcionament el 2018), que ha generat certa controvèrsia. A conseqüència de la contaminació, també s'han detectat metalls pesants en alguns peixos comercialment importants del riu. A data de 2002, 19 espècies de peixos de la conca fluvial van ser reconegudes com a amenaçades.

### Altres animals
A més, hi ha un possible risc que suposa l'hipopòtam invasiu. Originalment importats per Pablo Escobar, aquests hipopòtams es van fer salvatges després de la seva mort, i des de llavors s'han expandit més enllà de la seva llar original a Hacienda Napoles a les regions properes del riu Magdalena.

## Economia
El riu, al llarg de la història, ha estat preponderant en el comerç i l'intercanvi de béns: transport, intercanvi de béns, importacions, exportacions, pesca, aprofitament de les terres limítrofes al riu i la seva natural fertilitat, fan del riu un patró primordial a l'economia nacional.
Actualment hi ha molts embassaments i preses sustentats per aquest riu, els quals serveixen per produir i subministrar energia elèctrica, per al consum domèstic i industrial i excedents que s'exporten, d'on s'obtenen ingressos importants per a la nació. Aquestes hidroelèctriques no formen part de l'Estat íntegrament ja que algunes van ser venudes a empresaris i consorcis estrangers o simplement van donar permís per a la construcció, per tant algunes són privades i altres d'economia mixta (Sector Privat i Entitats Estatals).

## Megaprojectes amb marca espanyola
A Colòmbia hi ha una enorme presència de multinacionals espanyoles que s'han apropiat de sectors estratègics de l'economia. «Es segueix tenint una relació colonial amb tot l'Estat espanyol», segons Camila Esguerra, antropòloga colombiana i investigadora del model de desarrollo. Endesa, per la seva banda, és la responsable, juntament amb la italiana Enel, de la construcció de la presa hidroelèctrica El Quimbo, al departament colombià de l'Huila. La instal·lació de la presa va comportar que el riu Magdalena s'assequés en alguns trams i va tenir un impacte sobre 28.000 persones, de les quals un 50% van ser desplaçades forçadament.